# Listă de pictori neozeelandezi
Aceasta este o listă de pictori neozeelandezi.

## A
- Gretchen Albrecht

## B
- Don Binney

## C
- Edith Collier

## F
- Tony Fomison

## G
- Charles Goldie

## H
- Patrick Hanly
- Frances Hodgkins
- Ralph Hotere

## K
- Robyn Kahukiwa

## M
- Colin McCahon
- Ellen von Meyern
- Selwyn Muru

## R
- Dolla Richmond